# Derek Bevan
Pour les articles homonymes, voir Bevan.
 William Derek Bevan, né le 3 septembre 1947 à Clydach (Pays de Galles) est un arbitre international gallois de rugby à XV.

## Carrière
Il arbitre son premier match international le 22 avril 1984, opposant l'équipe d'Italie à celle de Roumanie.
Derek Bevan arbitre notamment deux matchs de la coupe du monde de rugby 1987, trois matchs de la coupe du monde de rugby 1991 (dont la finale Australie-Angleterre), trois matchs de la coupe du monde de rugby 1995 (dont la demi-finale Afrique du Sud-France), trois matchs de la coupe du monde de rugby 1999 (dont la demi-finale Australie-Afrique du Sud).
Il arbitre aussi quatre matchs du Tri-nations et onze matchs du tournoi des cinq/six nations (au 30-07-06). 
Il était également joueur sous les couleurs de Neath.
Son comportement lors de la coupe du monde 1995 en Afrique du Sud est extrêmement controversé. Lors de la demi-finale entre la France et l'Afrique du Sud, il accorde un essai au Sud-Africain Ruben Kruger, celui-ci ayant reconnu par la suite que son essai n'était pas valide. Il refuse également deux essais aux Français. En deuxième mi-temps, les Sud-Africains écroulent de nombreuses mêlées proches de leur en-but, ce qui aurait dû en temps normal entraîner un essai de pénalité contre les Sud-Africains, mais Bevan en décida autrement.
D'autre part, après la finale remportée par l'Afrique du Sud contre la Nouvelle-Zélande, il reçoit en cadeau de la part des Sud-Africains, une montre en or. Par suite, Derek Bevan a été soupçonné d'avoir servi la cause sud-africaine.

## Palmarès
- 49 matchs internationaux (au 30 juillet 2006)